# Condado de Morgan (Colorado)
El condado de Morgan (en inglés: Morgan County), fundado en 1889, es uno de los 64 condados del estado estadounidense de Colorado. En el año 2000 tenía una población de 27 171 habitantes con una densidad poblacional de 8 personas por km². La sede del condado es Fort Morgan.

## Geografía
Según la Oficina del Censo, el condado tiene un área total de 3351 km² (1293,8 mi²), de la cual 3329 km² (1285,3 mi²) es tierra y 22 km² (8,5 mi²) (0.66%) es agua.

### Condados adyacentes
- Condado de Logan - noreste
- Condado de Washington - este, sureste
- Condado de Adams - suroeste
- Condado de Weld - oeste

## Demografía
En el 2000 la renta per cápita promedia del condado era de $34 568, y el ingreso promedio para una familia era de $39 102. En 2000 los hombres tenían un ingreso per cápita de $27 361 versus $21 524 para las mujeres. El ingreso per cápita para el condado era de $15 492. Alrededor del 12.40% de la población estaba bajo el umbral de pobreza nacional.

## Ciudades y pueblos
- Brush
- Fort Morgan
- Hillrose
- Hoyt
- Log Lane Village
- Wiggins